# チフス
チフス（英語: typhus, 窒扶斯）とは、高熱や発疹を伴う細菌感染症の一種で、広義（あるいは古い定義）には下記の三種の総称。
1. サルモネラの一種であるチフス菌 (Salmonella enterica serovar Typhi) の感染によって発症する腸チフス
2. パラチフス菌 (Salmonella enterica serovar Paratyphi A) の感染によって発症するパラチフス
3. 発疹チフスリケッチア (Rickettsia prowazekii) の感染によって発症する発疹チフス

狭義には、腸チフスとパラチフスの二種（＝チフス性疾患）を指すことが多く、あるいは腸チフスのみを指すこともある。
医学上は、腸チフスとパラチフスは近縁な病原体による類似した疾患であるが、発疹チフスはこれら二つとはまったく異なる疾患であるため、明確に区別する必要がある。このため、これらを総称することは最早まれであり、既に単なる「チフス」という名称は、医学分野では正式な病名としては使用されていない。古い医学文献における表記や、医学的な正確性が要求されないとき（一般社会における用例など）の便宜的な表記などで、三種の総称として広義に「チフス」の名称が用いられることがある。腸チフスやパラチフスの診断にはビダール反応を使う。
| 疾患名 （日本語）     | 腸チフス                                              | パラチフス                                            | 発疹チフス                                  |
| --------------------- | ----------------------------------------------------- | ----------------------------------------------------- | ------------------------------------------- |
| 疾患名 （日本語）     | チフス性疾患                                          |                                                       | 発疹チフス                                  |
| 病原体                | サルモネラ                                            | サルモネラ                                            | 発疹チフスリケッチア                        |
| 病原体                | チフス菌                                              | パラチフスA菌                                         | 発疹チフスリケッチア                        |
| 代表的症状            | 段階的発熱（〜40℃） 徐脈・バラ疹・脾腫 腸出血・腸穿孔 | 段階的発熱（〜40℃） 徐脈・バラ疹・脾腫 腸出血・腸穿孔 | 突発的発熱（〜40℃） 頻脈・発疹 精神神経症状 |
| 感染経路 （感染源）   | 経口感染 （飲食物）                                   | 経口感染 （飲食物）                                   | ベクター感染 （コロモジラミ）               |
| 感染症の分類 （日本） | 三類感染症（二類より移行）                            | 三類感染症（二類より移行）                            | 四類感染症                                  |
| 英語                  | typhoid fever                                         | paratyphoid fever                                     | typhus                                      |
| ドイツ語              | Typhus                                                | Paratyphus                                            | Fleckfieber                                 |

## 名称
チフスという名称はもともと、古代ヨーロッパで流行していた発疹チフスに対して、発症時に見られる高熱による昏睡状態のことを、ヒポクラテスが「ぼんやりした、煙がかかった」を意味するギリシア語 typhus と書き表したことに由来する。以後、発疹チフスと症状がよく似た腸チフスも同じ疾患として扱われていたが、1836年に W. W. Gerhard が両者の識別を行い、別の疾患として扱われるようになった。
それぞれの名称は、発疹チフスが英語名 typhus、ドイツ語名 Fleck typhus、腸チフスが英語名 typhoid fever、ドイツ語名 Typhus となっており、各国語それぞれで混同が起こりやすい状況になっている。日本では医学分野でドイツ語が採用されていた背景から、これに準じた名称として「発疹チフス」「腸チフス」と呼び、一般に「チフス」とだけ言った場合には、これにパラチフスを加えた3種類を指すか、あるいは腸チフスとパラチフスの2種類のことを指して発疹チフスだけを別に扱うことが多い。ただし、英語に準じて腸チフスを「チフス熱」という呼ぶこともまれにある。また、腸チフスの原因になる病原体の和名は、以前は「腸チフス菌 (S. typhi) 」とも呼ばれていたが、現在は「チフス菌 (S. enterica serovar Typhi) 」に統一されており、これもしばしば混乱を生じる原因になっている。

## 法的規制
日本では、1897年（明治30年）に制定された初めての感染症対策のための法律である伝染病予防法において、腸チフス、パラチフス、発疹チフスの三種類がいずれも法定伝染病として指定されている。1999年（平成11年）の伝染病予防法の統合廃止以降は、本法の後継にあたる感染症の予防及び感染症の患者に対する医療に関する法律において、腸チフスとパラチフスが二類感染症、発疹チフスが四類感染症に分類されていた。
2007年（平成19年）4月の感染症法改正により、コレラ、細菌性赤痢、腸チフス、パラチフスについては、上下水道の整備により感染機会が減少したこと、抗生物質による治療法が確立してきたこと等を踏まえ、入院措置が可能な二類感染症から、特定職種への就業制限にとどまる三類感染症に変更された。